# Melissa Launay
Melissa Launay (1979, Londres) es una pintora e ilustradora hispano-inglesa.  Es graduada de la maestría en Bellas Artes por la Universidad de Sevilla. Colabora con una organización caritativa de ayuda infantil pintando murales para la misma. Desde 2007 radica en Londres, después de pasar casi toda su vida en Nerja.

## Estilo e influencias
El estilo artístico de Launay destaca por la fineza y complejidad plasmada en sus obras, las cuales han sido descritas como "evocadoras de ánimos misteriosos y delicados de tiempos idos" y como "mundos de ensueño y escape".
Lunay se describe a sí misma como fascinada por los estilos de ilustración japonés, árabe e indio. Entre sus influencias cuenta a artistas como Botticelli, Gustav Klimt, Frida Kahlo  u Olaf Hajek, entre otros.

## Obras
En sus obras destacan las representaciones de la naturaleza en forma de paisajes y de insectos, aves y mamíferos. Con ellas, Lunay busca representar "una realidad que tenemos muy presente cuando somos niños y utilizamos nuestra imaginación".
En 2009 participó en un ciclo de intervenciones pictóricas organizado por la empresa municipal cordobesa Vimcorsa (Viviendas Municipales de Córdoba, S.A.) con el mural titulado "The gathering" (El encuentro).
Como ilustaradora ha estado a cargo de la imaginería de diversos libros, siendo el más destacado "My mama Earth", de la autora Susan Katz, el cual fue galardonado en 2012 con la medalla de oro del concurso Moonbeam Childrens Book Awards, en Estados Unidos, en la categoría de libros ilustrados para niños de cuatro a ocho años.